# 정천석 (배우)
정천석(1984년 11월 5일 ~ )은 대한민국의 모델, 배우이다.

## 학력
- 경기대학교 기계시스템공학과

## 출연 작품

### 영화
- 《고사: 피의 중간고사》 (2008년) - 박우람 역

### 드라마
- 《최고의 연인》 (2015년, MBC) - 남윤택 역
- 《조선 총잡이》 (2014년, KBS2) - 성길 역
- 《그녀의 신화》 (2013년, JTBC) - 제갈용삼 역
- 《공주의 남자》 (2011년, KBS2) - 송자번 역
- 《근초고왕》 (2010년, KBS1) - 구부 역
- 《커피하우스》 (2010년, SBS) - 박영철
- 《히어로》 (2009년, MBC) - 고은식 역
- 《온에어》 (2008년, SBS) - 이원 역

### 방송
- 《탑 헤어스타》 (Mnet)
- 《섹션TV 연예통신》 (MBC)